# Josip Reihl-Kir
Josip Reihl-Kir (Sirač, 25. srpnja 1955. – Tenja, 1. srpnja 1991.), zapovjednik osječke policije, ubijen iz zasjede 1991. godine. 

## Životopis
Reihl-Kir je rođen 25. srpnja 1955. u Siraču, općina Daruvar. Roditelji Reihl-Kira, otac slavonski Nijemac i majka Hrvatica, bili su sudionici Narodnooslobodilačke borbe tijekom Drugog svjetskog rata. Ekonomski fakultet završio je u Osijeku, nakon čega je radio u Srednjoškolskom centru u Đakovu, a od 1981. godine zaposlen je u policiji. Na dužnost zapovjednika policije u Osijeku postavljen je nakon prvih demokratskih izbora 1990. Tvrdio je kako je nastojao spriječiti otvoren rat u istočnoj Slavoniji, nenaoružan je odlazio na barikade srpskih pobunjenika oko Osijeka, pokušavajući ih urazumjeti. Nekoliko tjedana prije nego što je ubijen, u Tenji je osobno naoružao svojega kasnijeg ubojicu Antuna Gudelja.
Ubijen je 1. srpnja 1991., oko 13.30, na prilazima prigradskome osječkom naselju Tenji, zajedno s još dvjema osobama. Ubio ga je Antun Gudelj.
Prava farsa, međutim, počela je tek poslije ubojstva. Gudelja nitko nije uhitio, premda je usmrtio zapovjednika osječke policije, potpredsjednika osječkoga Gradskog vijeća Gorana Zobundžiju i gradskoga vijećnika Milana Kneževića, a Mirka Tubića ranio. Tri dana boravio je kod brata u Osijeku, potom otišao u Zagreb te mirno napustio Hrvatsku. Tjeralice nije bilo do 1993.; a balističko vještačenje obavljeno je tek 1996. godine. Antunu Gudelju triput se sudilo za ubojstvo načelnika Reihl-Kira, Zobundžije i Kneževića.
U odsutnosti, Gudelj je 1994. osuđen na 20 godina zatvora, na Županijskom sudu u Osijeku. Na temelju tjeralice, 19. studenoga 1995., uhićen je u frankfurtskoj zračnoj luci i izručen Hrvatskoj. Dvije godine kasnije (1997.), na prijedlog sutkinje Ružice Šamote koja ga je 1994. osudila, Vrhovni sud Republike Hrvatske oslobađa Gudelja, na temelju Zakona o amnestiji, iako on obuhvaća samo naoružane ljude koji nisu nikoga ubili, a nikako ne i one za koje je potvrđeno da su počinili ratni zločin ili teško kazneno djelo, što trostruko ubojstvo sigurno jest. Gudelj potom odlazi u Australiju.
Reihl-Kirova supruga Jadranka podnosi ustavnu tužbu, a aktivira se i u politici te na listi SDP-a 3. siječnja 2000. ulazi u Hrvatski sabor. Godinu kasnije Ustavni sud ukida dotadašnje presude, određujući da se slučaj vrati na početak. Novi zahtjev za izručenje Gudelja Ministarstvo pravosuđa podnijelo je tek 30. rujna 2005., bez ikakve koordinacije s MUP-om. Australske su ga vlasti u ljeto 2007. izručile Hrvatskoj, a u listopadu iste godine započelo je novo, treće suđenje. 
Gudelju je u svibnju 2009. izrečena kazna od 20 godina zatvora.